# State Shield 2003/04
Die State Shield 2003/04 war die 33. Austragung der nationalen List-A-Cricket-Meisterschaft in Neuseeland. Der Wettbewerb wurde zwischen dem 8. Januar und 6. Februar 2004 zwischen den sechs neuseeländischen First-Class-Mannschaften ausgetragen. Im Finale konnten sich die Central Districts Stags gegen die Canterbury Wizards mit 99 Runs durchsetzen.

## Format
Die sechs Mannschaften spielen in einer Gruppe jeweils zwei Mal gegen die anderen Mannschaften. Für einen Sieg gibt es vier Punkte, für ein Unentschieden oder No Result zwei und für eine Niederlage keinen Punkt. Ein Bonuspunkt wird vergeben, wenn bei einem Spiel die eigene Run Rate die des Gegners um das 1,25-Fache übersteigt. Des Weiteren ist es möglich, dass Mannschaften Punkte abgezogen bekommen, wenn sie beispielsweise zu langsam spielen. Der Zweit- und Drittplatzierte der Vorrunde spielen ein Halbfinale, dessen Sieger gegen den Ersten der Vorrunde im Finale den Sieger des Turniers ermitteln.

## Resultate

### Gruppenphase
Tabelle
| Teams              | Sp. | S | N | U | R | NR | A | BP | Ded | Punkte | NRR    |
| ------------------ | --- | - | - | - | - | -- | - | -- | --- | ------ | ------ |
| Canterbury         | 10  | 6 | 2 | 0 | 0 | 0  | 2 | 2  | 0   | 30     | +0.504 |
| Central Districts  | 10  | 5 | 2 | 0 | 0 | 0  | 3 | 1  | 0   | 27     | +0.318 |
| Auckland           | 10  | 4 | 3 | 0 | 0 | 0  | 3 | 2  | 0   | 24     | +0.344 |
| Wellington         | 10  | 4 | 4 | 0 | 0 | 1  | 1 | 1  | 0   | 21     | −0.146 |
| Otago              | 10  | 4 | 5 | 0 | 0 | 1  | 0 | 0  | 0   | 18     | −0.231 |
| Northern Districts | 10  | 1 | 8 | 0 | 0 | 0  | 1 | 0  | 0   | 6      | −0.585 |

## Playoffs

### Halbfinale
| 3. Februar Scorecard | New Plymouth | Auckland 107 (39.5)                     | – | Central Districts 108-7 (20.1) |
|                      |              | Central Districts gewinnt mit 3 Wickets |   |                                |

### Finale
| 6. Februar Scorecard | Christchurch | Central Districts 354-5 (50)          | – | Canterbury 255 (41.2) |
|                      |              | Central Districts gewinnt mit 99 Runs |   |                       |